# جایزه آلدو روویرا
جایزه آلدو روویرا (به اسپانیایی: Premio Aldo Rovira‎) جایزه‌ای است که توسط باشگاه فوتبال بارسلونا به بهترین بازیکن فصل خود اعطا می‌شود و توسط هیئت داوران متشکل از هیئت مدیره و مدیران و روسای ورزش در رسانه‌های کاتالونیایی تصمیم‌گیری می‌شود. این جایزه در سال ۲۰۱۰ به یاد پسر مدیر سابق باشگاه بارسلونا، جوزپ لوئیس روویرا، که یک سال قبل در یک تصادف اتومبیل/ترافیکی جان باخت، ایجاد شد.
لیونل مسی نخستین جایزه و در واقع افتتاحیه این جایزه را در فصل ۱۰–۲۰۰۹ را به دست آورد و همچنین در مجموع شش بار موفق به کسب این جایزه شد.

## راهنمای کلیدی
- نشان دهنده بازیکنی است که در فصل ۲۲–۲۰۲۱ برای بارسلونا ثبت شده‌است.
- نام‌بازیکن (X) نشان دهنده تعداد دفعاتی است که یک بازیکن جایزه را برده‌است.

## برندگان

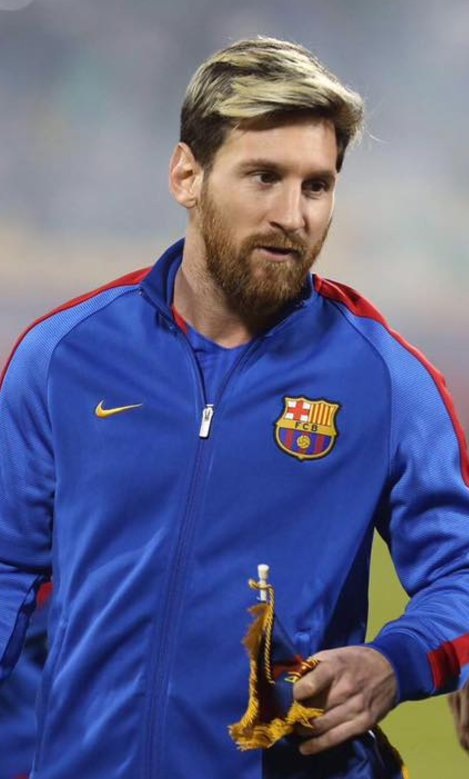
لیونل مسی رکورددار برنده این جایزه است که در مجموع ۶ بار آن را کسب کرده‌است.

| فصل     | بازیکن              | موقعیت    | ملیت     | مرجع   |
| ------- | ------------------- | --------- | -------- | ------ |
| ۱۰–۲۰۰۹ | لیونل مسی           | مهاجم     | آرژانتین |        |
| ۱۱–۲۰۱۰ | لیونل مسی (۲)       | مهاجم     | آرژانتین |        |
| ۱۲–۲۰۱۱ | اریک آبیدال         | مدافع     | فرانسه   | [ ۵ ]  |
| ۱۳–۲۰۱۲ | لیونل مسی (۳)       | مهاجم     | آرژانتین |        |
| ۱۴–۲۰۱۳ | خاویر ماسچرانو      | هافبک     | آرژانتین | [ ۶ ]  |
| ۱۵–۲۰۱۴ | لیونل مسی (۴)       | مهاجم     | آرژانتین |        |
| ۱۶–۲۰۱۵ | لوییس سوارز         | مهاجم     | اروگوئه  |        |
| ۱۷–۲۰۱۶ | لیونل مسی (۵)       | مهاجم     | آرژانتین | [ ۷ ]  |
| ۱۸–۲۰۱۷ | لیونل مسی (۶)       | مهاجم     | آرژانتین | [ ۸ ]  |
| ۱۹–۲۰۱۸ | جرارد پیکه          | مدافع     | اسپانیا  | [ ۹ ]  |
| ۲۰–۲۰۱۹ | مارک آندره تر اشتگن | دروازه‌بان | آلمان    | [ ۱۰ ] |
| ۲۱–۲۰۲۰ | پدری                | هافبک     | اسپانیا  | [ ۱۱ ] |

## آمار

### برندگان براساس پستی که بازی می‌کنند
| موقعیت    | بازیکنان | جمع |
| --------- | -------- | --- |
| دروازه‌بان | ۱        | ۱   |
| مدافع     | ۲        | ۲   |
| هافبک     | ۲        | ۲   |
| مهاجم     | ۲        | ۷   |

### برندگان براساس ملیت
| ملیت     | بازیکنان | جمع |
| -------- | -------- | --- |
| آرژانتین | ۲        | ۷   |
| فرانسه   | ۱        | ۱   |
| آلمان    | ۱        | ۱   |
| اسپانیا  | ۲        | ۲   |
| اروگوئه  | ۱        | ۱   |

## جایزه آلدو روویرا زنان
| فصل     | بازیکن        | موقعیت | ملیت      | مرجع |
| ------- | ------------- | ------ | --------- | ---- |
| ۲۱–۲۰۲۰ | الکسیا پوتیاس | هافبک  | · اسپانیا |      |